# Кабаево
Кабаево (эрз. Кобале) — село в Дубёнском районе Мордовии. Административный центр Кабаевского сельского поселения.

## География
Расположено на речках Явлейке и Наруслейке, в 18 км от районного центра и 38 км от железнодорожной станции Атяшево.

## История
Основано в начале XVII века.
В «Списке населённых мест Симбирской губернии» (1863) Кабаево — село удельное из 165 дворов Алатырского уезда, с Михаило-Архангельской церковью (1839).
В конце XIX века. близ сел Кабаева и Сайнина построен женский Успенский монастырь (закрыт в 1930 году).
В 1873 году братья Ф. и Н. Арискины освоили производство гнутой мебели. В начале XX века этим промыслом занималось более 40 семей. Мастера экспонировали свои изделия на различных выставках страны, Арискины завоевали более 10 серебряных и бронзовых медалей.
В 1919 году кустари объединились в артель «Гроза». В селе было развито садоводство. В 1922 году была организована коммуна, затем колхоз, с 1997 года — СХПК «Вперёд».

## Инфраструктура
Средняя  школа, Дом культуры, филиал районной ДМШ, библиотека, 2 магазина, медпункт, сберкасса.

## Население
На 2001 год население составляло 800 человек.
| 2002 | 2010 |
| ---- | ---- |
| 794  | ↘693 |

## Достопримечательности
- Памятник односельчанам, погибшим в годы Великой Отечественной войны.

## Известные жители
- П. И. Дёшкин — народный умельц, родившийся в Кабаево.
- А. И. Орлова — Герой Социалистического Труда.
- Л. М. Зорькин — учёный-геолог.
- Е. Г. Бояркиной, М. Е. Куманёвой, А. М. Пантелеева — педагоги.
- П. В. Агеева — генерал-лейтенант.
- Е. И. Агеев — эрзянский поэт и писатель.

## Источник
- Энциклопедия Мордовия, М. М. Сусорева.